# Маделин Милър
Маделин Милър (на английски: Madeline Miller) е американска писателка на произведения в жанра исторически роман.

## Биография и творчество
Маделин Милър е родена на 24 юли 1978 г. в Бостън, Масачузетс, САЩ. Израства в Ню Йорк и Филаделфия. Завършва през 2001 г. Университета „Браун“ с бакалавърска и магистърска степен по латинска и древногръцка класическа литература. След дипломирането си преподава латински, гръцки и Шекспир в гимназия. В продължение на 1 година следва социология в Комитета по социална мисъл на Чикагския университет. В периода 2009-2010 г. взема магистърска степен по по драматургия и театрална критика от Йелския университет. От май 2012 г. преподава в Кеймбридж.
В продължение на 10 години пише и преправя първия си ръкопис. Първият ѝ роман „Песен за Ахил“ е издаден през 2011 г. Той е вдъхновен от историята в „Илиада“ и разказва историята за любовната връзка между Ахил и Патрокъл. Романът става бестселър и е удостоен с престижната британска награда „Оринж“ за жени писателки.
Вторият ѝ роман „Цирцея“ е издаден през 2018 г. и представя историята на Цирцея, героиня от „Одисея“, разказана от нейна гледна точка.
Нейни статии се публикуват в „Гардиън", „Уолстрийт джърнъл“, „Вашингтон Поуст“, „Телеграф“, и др.
Маделин Милър живее със семейството си в Кеймбридж.

## Произведения

### Самостоятелни романи
- The Song of Achilles (2011)
Песен за Ахил, изд. „Анишър“ (2019), прев. Кристина Георгиева
- Circe (2018)
Цирцея, изд.: „Егмонт България“, София (2018), прев. Красимира Абаджиева

### Новели
- Galatea (2013)